# Rokometni klub Krim
Rokometni klub Krim Mercator je ljubljanski ženski rokometni klub, ki mednarodne tekme igra v veliki dvorani Športnega parka Stožice s kapaciteto 12 480 gledalcev, državne tekme pa v ogrevalni dvorani Centra Stožice s kapaciteto za 700 gledalcev.  Ustanovljen je bil leta 1984. Z dvema lovorikama v Ligi prvakinj, obakrat pod vodstvom trenerja Toneta Tislja, triindvajsetimi v slovenskem prvenstvu, in petindvajsetimi naslovi slovenskih pokalnih prvakinj, velja Krim za najuspešnejši slovenski rokometni klub.

## Ime kluba
- 1984/85 - 1991/92: RK Krim Electa
- 1992/93 - 1997/98: RK Krim Electa Neutro Roberts
- 1998/99: RK Krim Electa Neutro Roberts
- 1999/00: RK Krim Neutro Roberts
- 2000/01 - 2001/02: RK Krim Eta Neutro Roberts
- 2002/03: RK Krim Eta Kotex
- 2003/04: RK Krim Eta Malizia
- 2004/05 - danes: RK Krim Mercator

## Zgodovina[1]
Rokometni klub Krim Mercator je bil ustanovljen leta 1984, v svoji zgodovini pa je relativno mlado društvo doseglo izjemne uspehe. Z dvema evropskima naslovoma in več kot 50 domačimi lovorikami, je Krim Mercator danes eden najuspešnejših slovenskih športnih kolektivov.
V letu 1984 je na pobudo Cvete Benet, ki so ji rekli kar »mati« kluba, postalo jasno, da bo fantovska ekipa Zveze športnih društev Krim dobila tudi dekliško družbo. Začetki so bili predvsem zanesenjaški in ljubljanska ekipa je z veliko mero iznajdljivosti ter ljubezni do kluba in športa počasi rasla. Rokomet se je tedaj igral na zunanjih igriščih na Rakovniku in kasneje v kultni dvorani Krim na Galjevici.
V sezoni 1985/86 so Krimovke igrale v mladinski konkurenci, že leto kasneje pa so se uvrstile v 2. Člansko zvezno ligo, kar je bil za klub iz obrobja Ljubljane, ki je deloval na povsem ljubiteljski ravni, velik uspeh.
V letu 1992 je predsedniško vlogo prevzel Zoran Janković ter v klub prinesel miselnost in ambicije, ki so kmalu prerasli okvirje mlade države Slovenije. Klubu je priskrbel tudi glavnega sponzorja in od tedaj je nastopal pod imenom Krim Electa. Ekipo je v tistem času vodila Marta Bon, ki je v prvem obdobju Krima nastopala v dvojni vlogi – kot trenerka in igralka. Ekipa se je postopoma krepila, ob izkušeni Tanji Polajnar, ki se je v Slovenijo vrnila iz trofejnega Radničkega, je prvič zaigrala mlada, komaj 14-letna Deja Doler, ob njima pa še nekaj legendarnih imen kluba – Branka Mijatović, Tanja Oder, Mara Šolaja. V letu 1993 je neizkušena ekipa izgubila proti Olimpiji, a prvi skok med evropske ekipe jim je uspel prek prve pokalne lovorike.
Na lovoriko v državnem prvenstvu in s tem uvrstitev v elitno Ligo prvakinj, takrat imenovano kot Pokal državnih prvakinj, je bilo potrebno počakati do usodnega leta 1995. Da jih tik pred prelomom tisočletja čaka prvo evropsko finale, sta takrat verjela le predsednik Janković in legendarni trener Vinko Kandija.
Novo tisočletje je s prihodom Toneta Tislja prineslo še bolj načrtno delo. Največji cilj je bila velika evropska lovorika, ki je na vrata ljubljanskega kluba trkala že leta 1999. V drugem finalnem poskusu enostavno ni bilo možnosti, da bi Krimovke priložnost znova izpustile iz rok. Viborg si je na Danskem še izboril remi, a Ljubljana je gorela in prepolne tribune Kodeljevega so 12. maja 2001 padle v delirij. Krim se je vpisal med največje in dosežek ponovil še dve leti in pet dni kasneje.
Na domačih parketih so Krimovke že dosegle status nepremagljivosti, pridno so zbirale lovorike in postale največja stalnica evropske Lige prvakinj. Sanjsko obdobje pa so počasi začele načenjati finančne težave, ki so se poglobile z vedno slabšimi gospodarskimi rezultati ob veliki recesiji.
Menjava vodstva in pomladitev ekipe sta bila najtežja, a nujna koraka ob začetku sanacije kluba. Prej želja po lovorikah je zdaj postala želja po preživetju in pripravi na novo rast. Odgovornim je uspelo najpomembneje, prekmarili so skozi rdeče čase in postavili pomembne temelje za prihodnost. V letu 2020 je klub dobil pomembno spodbudo in postal del velike revolucije, ki bo evropsko Ligo prvakinj naredila še atraktivnejšo. Skupaj smo postali #KrimovaDruzina in se v času popolne izolacije še bolj povezali.

## Dosežki[2]
- Slovenska liga: 
  - 29x prvakinje: 1995-2015, 2017-2025
- Slovenski pokal:
  - 28x zmagovalke: 1993-1997, 1999-2019, 2022-2023
- Slovenski superpokal:
  - 6x zmagovalke: 2014-2019
- Evropska liga prvakinj
  - Prvakinje: 2001, 2003
  - Finalistke: 1999, 2004, 2006
  - Polfinalistke: 2013
- Evropsko klubsko prvenstvo
  - Zmagovalke: 2003, 2004
  - Finalistke: 2006
  - Polfinalistke: 1999, 2001
- Pokal pokalnih zmagovalk
  - Polfinalistke: 2016

## Članska ekipa

### Trenutna postava
Postava v tekmovalni sezoni 2024–25
| Vratarke - 12 Barbara Arenhart - 16 Maja Vojnovič - 21 Amra Pandžić - 75 Dijana Đajić Krilne rokometašice - 08 Tamara Mavsar - 17 Jennifer Guttierez - 88 Ema Abina - 04 Jovanka Radičević - 97 Philomena Egger - 72 Elena Erceg Krožne napadalke - 34 Tatjana Brnovič - 15 Hawa N'Diaye - 03 Manca Jurič | Zunanje rokometašice - 05 Tjaša Stanko - 06 Ana Gros - 11 Ana Abina - 23 Betchaïdelle Ngombele - 18 Nina Zulić - 13 Tea Pogorelc - 20 Alja Varagić - 44 Milica Ignjatović - 96 Itana Grbić - 22 Tamara Horaček - 07 Grace Zaadi Deuna |

### Strokovno vodstvo
- Glavni trener: Ambrosio José Martín Cedres
- Pomočnik trenerja: Žiga Novak
- Trener vratarjev: Aljaž Pavlič
- Fizioterapevta: Aldin Muharemović, Miha Krevs
- Vodja ekipe: Jaka Kravanja

## Trenerji
- 1984/85 – 1990/91: Cveta Benet
- 1991/92 – 1994/95: Marta Bon
- 1994/95: Andrej Kavčič
- 1995/96: jiři Zerzan
- 1996/97 – 1999/00: Vinko Kandija
- 2000/01 – 2005/06: Tone Tiselj
- 2006/07: Robert Beguš
- 2007/08: Bojan Čotar
- 2008/09 – 2010/11: Marta Bon
- 2011/12 – 2013/14: Tone Tiselj
- 2013/14 – 2015/16: Marta Bon
- 2015/16 – 2020/21: Uroš Bregar
- 2021/22 – 2024/25: Dragan Adžić
- 2024/25: Žiga Novak
- 2024/25 - danes: Ambrosio José Martín Cedres

## Predsedniki
- 1984 - 1987: Miran Stanič
- 1987 - 1992: Vojka Toni
- 1992 - 1997: Zoran Janković (častni predsednik)
- 1997 - 2006: Marjan Doler (kot podpredsednik)
- 2006 - 2009: Peter Zavrl
- 2009 - 2014: Bojan Petan
- 2014 - 2019: Goran Bojović
- 2019 - danes: Iztok Verdnik

## Krimovci
Krimovci so organizirana navijaška skupina rokometnega kluba Krim, ki spremljajo rokometašice na domačih in tujih tekmah.